# Blabakan
Blabakan is een bestuurslaag in het regentschap Madiun van de provincie Oost-Java, Indonesië. Blabakan telt 1399 inwoners (volkstelling 2010).